# اندیس گاز دزو اشورک
گاز دزو اشورک یک اندیس فلزی است که در حوالی شهر پرنگ استان خراسان قرار دارد و مادهٔ معدنی موجود در آن، منیزیت است.  